# IC 3531
IC 3531 ist eine linsenförmige Galaxie vom Hubble-Typ S0-a? im Sternbild Coma Berenices am Nordsternhimmel. Sie ist schätzungsweise 306 Millionen Lichtjahre von der Milchstraße entfernt.
Das Objekt wurde am 23. März 1903 von Max Wolf entdeckt.